# Bausch & Lomb Championships 1988
Bausch & Lomb Championships 1988 — жіночий тенісний турнір, що проходив на відкритих кортах з ґрунтовим покриттям Amelia Island Plantation на острові Амелія (США). Належав до турнірів 5-ї категорії в рамках Туру WTA 1988. Тривав з 11 до 17 квітня 1988 року. Друга сіяна Мартіна Навратілова здобула титул в одиночному розряді.

## Фінальна частина

### Одиночний розряд
Мартіна Навратілова —  Габріела Сабатіні 6–0, 6–2 
- Для Навратілової це був 5-й титул в одиночному розряді за сезон і 134-й — за кар'єру.

### Парний розряд
Зіна Гаррісон /  Ева Пфафф —  Катріна Адамс /  Пенні Барг 4–6, 6–2, 7–6(7–5)
- Для Гаррісон це був 2-й титул за сезон і 12-й — за кар'єру. Для Пфафф це був 2-й титул за сезон і 6-й — за кар'єру.